# NGC 6786
NGC 6786是一個正在和其他星系進行重力交互作用的棒旋星系，距離地球約3.5億光年，在天球上位於天龍座。NGC 6786於1886年10月3日由路易斯·斯威夫特發現。

## 概要
2004年在NGC 6786內發現一顆超新星。  
NGC 6786正在和另一個更大的螺旋星系UGC 11415進行重力交互作用中，未來NGC 6786可能將背後者完全吸收。這兩個星系似乎正在經歷星暴事件，在交互作用和合併中星系之間相當常見